# Ricardo Díaz Díaz
Ricardo Eulogio Díaz Díaz (Valparaíso, Región de Valparaíso, Chile, 19 de abril de 1937) es un exfutbolista chileno. Jugaba de delantero.
Logró hacer más de cien goles durante su carrera como profesional en su país natal destacando además como el goleador histórico de Santiago Wanderers en el Clásico Porteño con ocho goles.

## Trayectoria
Comenzó jugando de manera amateur en el Club Deportivo Juventud Galvarino de Valparaíso donde luego de destacadas actuaciones pasaría a Santiago Wanderers donde debutaría en la Primera División 1958 jugando cuatro partidos en la obtención de aquel campeonato por parte de los porteños.
Con Santiago Wanderers lograría pasar la barrera de los setenta goles convertidos hasta 1963 ya que finalizando ese año sería parte de un trueque entre los porteños con O'Higgins pasando al club celeste a cambio de Eduardo Herrera y Ricardo Cabrera. De la mano de José Pérez, quien lo haría debutar en el profesionalismo, jugaría en la Segunda División de Chile 1964 anotando seis goles durante su primera campaña.
Tras dos campañas en Rancagua tendría pasos por Santiago Morning, Huachipato y Unión La Calera donde se retiraría para volver al fútbol amateur dirigiendo a Juventud Galvarino.

## Selección nacional
Fue parte de la Selección de fútbol de Chile debutando en 1967 donde jugaría un amistoso frente a la Unión Soviética siendo así parte de la derrota de cuatro goles contra uno.

#### Partidos internacionales
| 1     | 16 de diciembre de 1967 | Estadio Nacional, Santiago, Chile | Chile      | 1-4 | URSS  |   |  | Alejandro Scopelli | Amistoso |
| Total | Total                   | Total                             | Presencias | 1   | Goles | 0 |  |                    |          |

| Selección chilena | Selección chilena | Selección chilena |
| Año               | Partidos          | Goles             |
| ----------------- | ----------------- | ----------------- |
| 1967              | 1                 | 0                 |
| Total             | 1                 | 0                 |

## Estadísticas

### Clubes
| Club               | País  | Año       |
| ------------------ | ----- | --------- |
| Santiago Wanderers | Chile | 1958-1963 |
| O'Higgins          | Chile | 1964-1965 |
| Santiago Morning   | Chile | 1966-1967 |
| Huachipato         | Chile | 1968-1970 |
| Unión La Calera    | Chile | 1971-1972 |

## Palmarés

### Títulos nacionales
| Título           | Club               | País  | Año  |
| ---------------- | ------------------ | ----- | ---- |
| Primera División | Santiago Wanderers | Chile | 1958 |
| Copa Chile       | Santiago Wanderers | Chile | 1959 |
| Copa Chile       | Santiago Wanderers | Chile | 1961 |
| Primera B        | O'Higgins          | Chile | 1964 |